# Ruby on Rails
A Ruby on Rails (röviden Rails) a Ruby programozási nyelvre épülő, nyílt forrású (MIT licenc alatti) webalkalmazás-keretrendszer. David Heinemeier Hansson írta 2004-ben, a Basecamp program kódjának felhasználásával.

## Technikai háttere
Alapelvei a Don't repeat yourself (ne ismételd magad) és a Convention over Configuration (konvenciók a beállítások előtt): minden információ csak egy helyen szerepel (például egy adatbáziskezelő osztályban nem kell az oszlopokat definiálni, a Rails közvetlenül kiolvassa a nevüket az adatbázisból), és a konvenciókat követő elnevezésekhez automatikusan kódot generál a rendszer (például az adatbázis sales táblája automatikusan hozzárendelődik a Sale osztályhoz). AJAX-támogatása miatt a web 2.0 alkalmazások egyik népszerű keretrendszere.

## Az alkalmazás futtatása
Noha a WEBrick, a Rubyban írt webszerver nagyon jó tesztelésre, kész alkalmazások futtatására, különösen nagy terhelés alatt nem alkalmas. A kész alkalmazások deploymentjéhez több megoldás kínálkozik. A Mongrel mellett lehetőség van lighttpd-n vagy IIS-en futtatni az alkalmazásokat. Ugyanakkor a Mongrel parserére, a Rack és az Event Machine-re épített Thin sebessége miatt kedvelt választás. Azonban a deployment könnyedsége miatt a Phusion Passenger lett a hivatalosan ajánlott platform.  Ezzel Apache vagy Nginx szerveren futtathatjuk a Rails keretrendszerben írt alkalmazásunkat.

## Keretrendszer struktúra
A Ruby on Rails keretrendszer különböző csomagokat tartalmaz, mint az ActiveRecord, ActiveResource, ActionPack, ActiveSupport és ActionMailer. A 2.0-s verzió előtt tartalmazta az Action Web Service csomagot, amit most az Active Resource helyettesít. Ezeken kívül bárki készíthet kiegészítéseket az alapcsomagok kibővítésére.